# Memphis (Missouri)
Pour les articles homonymes, voir Memphis.
La ville de Memphis est le siège du comté de Scotland, situé dans l’État du Missouri, aux États-Unis. Sa population s’élevait à 1 822 habitants lors du recensement de 2010, estimée à 1 854 habitants en 2016.

## Galerie photographique

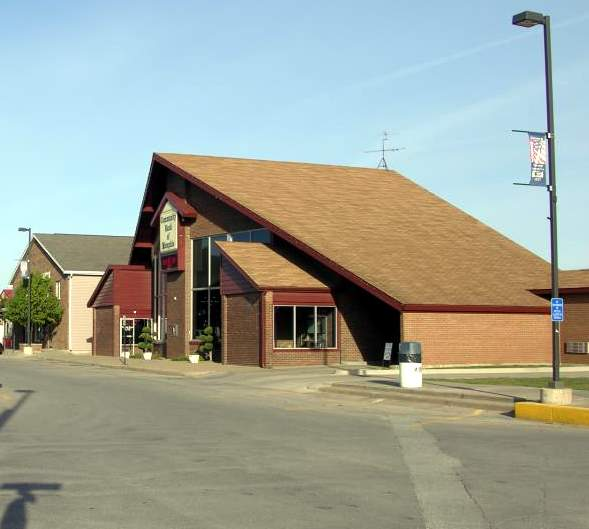
North Side Square
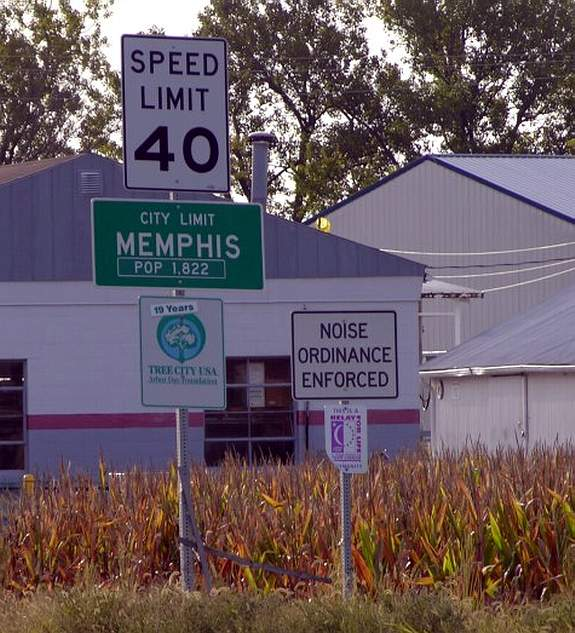

## Personnalité
- George Saling (1909-1933), champion olympique du 110 m haies à Los Angeles en 1932, est né à Memphis.